# Hennigsdorf
Hennigsdorf è una città di 26 623 abitanti del Brandeburgo, in Germania. Appartiene al circondario dell'Oberhavel.
Hennigsdorf possiede lo status di "Media città di circondario" (Mittlere kreisangehörige Stadt).

## Geografia fisica
Hennigsdorf si trova a nord-ovest di Berlino ed è confinante con essa. È situata sulle rive del fiume Havel.

## Storia
Dal 1961 al 1989 il tratto di territorio comunale che confinava con Berlino fu diviso dal "Muro", in quanto lambiva Berlino Ovest.

## Società

### Evoluzione demografica
- Sviluppo della popolazione dal 1875 entro gli attuali confini (Linea Blu: Popolazione; Linea puntata: Confronto dello sviluppo della popolazione dello stato del Brandenburgo; Sfondo grigio: Ai tempi del governo nazista; Sfondo rosso: Al tempo del governo comunista)
- Sviluppo recente della popolazione (Linea blu) e previsioni

| Anno | Abitanti |
| ---- | -------- |
| 1875 | 863      |
| 1890 | 1 178    |
| 1910 | 2 764    |
| 1925 | 7 914    |
| 1933 | 10 503   |
| 1939 | 13 383   |
| 1946 | 13 671   |
| 1950 | 16 611   |
| 1964 | 21 160   |
| 1971 | 25 093   |
| 1981 | 28 155   |

| Anno | Abitanti |
| ---- | -------- |
| 1985 | 27 788   |
| 1989 | 25 770   |
| 1990 | 25 062   |
| 1991 | 24 737   |
| 1992 | 24 573   |
| 1993 | 24 505   |
| 1994 | 24 482   |
| 1995 | 24 528   |
| 1996 | 24 349   |
| 1997 | 24 637   |

| Anno | Abitanti |
| ---- | -------- |
| 1998 | 25 472   |
| 1999 | 26 197   |
| 2000 | 26 306   |
| 2001 | 26 390   |
| 2002 | 26 435   |
| 2003 | 26 282   |
| 2004 | 26 142   |
| 2005 | 26 139   |
| 2006 | 26 007   |
| 2007 | 25 891   |

| Anno | Abitanti |
| ---- | -------- |
| 2008 | 25 729   |
| 2009 | 25 900   |
| 2010 | 25 909   |
| 2011 | 25 597   |
| 2012 | 25 704   |
| 2013 | 25 800   |
| 2014 | 25 928   |
| 2015 | 26 264   |
| 2016 | 26 139   |
| 2017 | 26 369   |

| Anno | Abitanti |
| ---- | -------- |
| 2018 | 26 272   |
| 2019 | 26 345   |
| 2020 | 26 559   |

Fonti dei dati sono nel dettaglio nelle Wikimedia Commons..

## Geografia antropica

### Suddivisioni amministrative
Hennigsdorf si divide in 3 zone (Ortsteil), corrispondenti all'area urbana e a 2 frazioni:
- Hennigsdorf (area urbana)
- Nieder Neuendorf
- Stolpe-Süd

## Infrastrutture e trasporti
Hennigsdorf è raggiunta dalla linea S25 della S-Bahn, di cui costituisce il capolinea settentrionale.

## Amministrazione

### Gemellaggi
Hennigsdorf è gemellata con:
- Choisy-le-Roi, dal 1968
- Kralupy nad Vltavou, dal 1974
- Alsdorf, dal 1995